# خنفساء القلف القاسية
خنفساء القلف القاسية (الاسم العلمي:Scolytus robustus) هو نوع من الحشرات يتبع جنس خنفساء القلف من فصيلة السوسية الحقيقية.